# Hamnøy
Hamnøy is een klein vissersplaatsje in de gemeente Moskenes. Het ligt aan de oostelijke kant van het eiland Moskenesøya. Hamnøy is een klein eiland dat met meerdere bruggen is verbonden met Moskenøy.

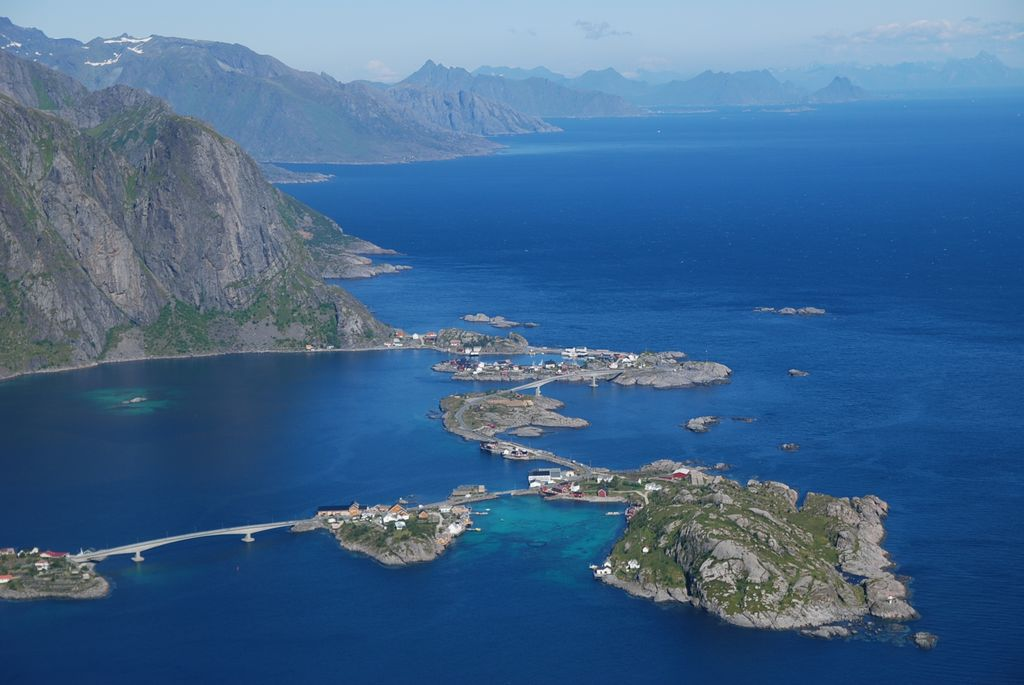